# Айше Сойсал
Айше Сойсал (тур. Ayşe Soysal; нар. 24 червня 1948) — турецький математик. Президент Босфорського університету в Стамбулі у 2004—2008 роках. Перша жінка в історії на цій посаді.

## Біографія
Айше Сойсал народилася в Стамбулі 24 червня 1948 року. У 1967 році вона закінчила Американський коледж для дівчат в Стамбулі. У 1971 отримала ступінь бакалавра з відзнакою в стамбульському Роберт-коледжі, де вона вивчала математику і фізику.
Далі Сойсал продовжила свою освіту в США. У 1973 році вона отримала ступінь магістра, а в 1976 році — докторський ступінь з математики в Мічиганському університеті.
У 1976 році вона стала викладачем Босфорського університету, працювала на кафедрі вищої математики. За час своєї викладацької діяльності заробила репутацію ввічливого і доброзичливого по відношенню до студентів викладача. У 1981 році вона стала доцентом, а в 1991 році — професором. З 2009 року Сойсал викладає в університеті Коч на кафедрі математики як ад'юнкт-професора.
Сойсал також обіймала посаду віце-декана Школи мистецтв і наук, завідувала кафедрою математики. Між 1992 і 2004 роками Сойсал чотири рази поспіль обиралася деканом Школи мистецтв і наук. Вона також представляла Босфорську університет на Міжвузівській раді (Universiteler Arasi Kurul) і була членом ради директорів турецької філії ЮНЕСКО.
Займалася дослідженням теорії кінцевих груп, когомологій груп, комутативних кілець. Читала лекції з теорії груп, теорії кілець і полів, теорії Галуа, теорії комутативних кілець, топології та алгебраїчної топології.
У 2004 році призначена президентом Босфорського університету. Айше Сойсал стала першою жінкою, що зайняла цей пост.